# Giorgos Seferis
Giorgos Seferis (født 13. marts 1900, død 20. september 1971) var en græsk digter.
Georgios Seferiades blev født i byen Urla nær Izmir i det Osmanniske Rige. Familien flyttede til Athen i 1914. Han var diplomat af karriere og blev Grækenlands ambassadør i Storbritannien i 1957-62.
I 1963 modtog han Nobelprisen i litteratur.